# Соколов, Иван Михайлович
Иван Михайлович Соколо́в (5 [18] июня 1900 — 16 марта 1982) — советский военачальник, генерал-полковник авиации (1944 год).

## Биография
Иван Михайлович Соколов родился 5 (18) июня 1900 в с. Петраково Старицкого уезда Тверской губернии (ныне село заброшено).

### Гражданская война
В 1918 году вступил в РККА, в 1919 году окончил 1-е Тверские советские кавалерийские командные инструкторские курсы РККА. Участвовал в Гражданской войне на Южном фронте, занимал должности командира взвода, помощника командира эскадрона, командира эскадрона.

### Между войнами
После войны И. М. Соколов — командир эскадрона, начальник штаба кавалерийского полка. С 1925 года — член ВКП(б).
В ВВС с 1929 года, поступил в 3-ю Оренбургскую военную школу лётчиков-наблюдателей, после окончания, в 1930 году, оставлен в ней инструктором, затем был назначен начальником учебного отдела и штаба учебной авиационной бригады в той же школе. Позднее И. М. Соколов — начальник штаба тяжелой бомбардировочной эскадрильи, затем начальник оперативно-разведывательного отдела ВВС Ленинградского военного округа (ЛВО), начальник отдела боевой подготовки ЛВО.
В 1936 году окончил курсы усовершенствования начсостава при Военно-воздушной академии им. Жуковского.
Во время Советско-финской войны, с 1939 года — начальник штаба 29-й тяжёлой бомбардировочной авиабригады.

### Великая Отечественная война
В начале Великой Отечественной войны — начальник штаба 1-й смешанной авиадивизии, вскоре был назначен начальником штаба ВВС 14-й армии Карельского фронта, с августа 1941 года — начальник штаба ВВС Карельского фронта.
С июня 1942 года — командующий ВВС Карельского фронта. 21 ноября 1942 года был назначен командующим 7-й воздушной армией. Участвовал в Обороне Заполярья, Свирско-Петрозаводской наступательной операции, преследовании противника на кандалакшском и кестеньгском направлениях, Петсамо-Киркенесской стратегической наступательной операции. 15 ноября 1944 года 7-я воздушная армия была выведена в резерв Ставки ВГК, в марте 1945 года переведена на Дальний Восток, 1 апреля 1945 года расформирована, управление армии 7-й воздушной армии было обращено на доукомплектование управления 9-й воздушной армии.
В июне 1945 года назначен командующим 9-й воздушной армией, в составе 1-го Дальневосточного фронта участвовал в Харбино-Гиринской наступательной операции Советско-японской войны.

### После войны
В 1946 году был назначен начальником кафедры Академии Генштаба, одновременно обучался в ней, окончил в 1949 году.
Начальник организационно-мобилизационного управления штаба ВВС (1948—1949), заместитель начальника штаба ВВС по организационно-мобилизационным вопросам (1949—1953), начальник управления формирования и подготовки фронтовой бомбардировочной авиации (1953—1955), заместитель начальника Главного штаба ВВС (1955—1959).
С 1959 года в отставке.
Умер Иван Михайлович в Москве в 1982 году.

## Воинские звания
- генерал-майор авиации — 29.10.1941
- генерал-лейтенант авиации — 28.05.1943
- генерал-полковник авиации — 02.11.1944

## Награды
- Орден Ленина (21.02.1945);
- пять орденов Красного Знамени (22.02.1938; 7.04.1940; 23.11.1942; 03.11.1944; 20.06.1949)
- два ордена Кутузова 1-й степени (26.08.1944; 08.09.1945);
- Орден Красной Звезды (17.06.1980[5]);
- медали СССР;
- иностранные ордена и медали.